# علامة فوثرجيل
علامة فوترجيل (بالإنجليزية: Fothergill's sign)‏ هي علامة طبية. إذا كانت الكتلة في جدار البطن لا تعبر خط الوسط ولا تتغير مع انثناء عضلات المستقيمة فهذه علامة إيجابية لوجود ورم دموي لغمد العضلة المستقيمة البطنية. سميت هذه العلامة تيمناً بالطبيب الإنكليزي جون فوثرجيل.